# Dare (cançó)
"DARE" (en la portada del senzill "挑戦 (DARE)") és el segon senzill de l'àlbum Demon Days, del grup britànic Gorillaz, i va comptar amb la col·laboració de Shaun Ryder. Llançat el 29 d'agost de 2005, fou el primer senzill del grup que va arribar al primer lloc de la llista anglesa, UK Singles Chart.

## Informació
Existeix el rumor que el títol original de la cançó era "It's There" però es va canviar perquè amb l'accent de Manchester del cantant Shaun Ryder sonava a "It's dare". Rosie Wilson es va encarregar de doblar el personatge de Noodle, substituint a Miho Hatori que ho havia fet en el primer àlbum. En l'àlbum D-Sides si va incloure una versió demo de "DARE" titulada "People".
El videoclip d'animació, dirigit per Jamie Hewlett i Pete Candeland, està centrat en el personatge de Noodle i en casa seva. En una habitació hi ha el cap gegant de Shaun Ryder que s'activa mitjançant un sistema mecànic. La resta de membres del grup hi apareixen momentàniament com a veïns de Noodle. Al final del videoclip es veu com en Shaun Ryder es desperta sobresaltat després de somiar això. En Ryder està dormint al costat d'en Murdoc, que li diu "go back to sleep, honey" (en català, "torna a dormir, estimat"). Seguidament, es veu com en Murdoc es desperta també sobtadament i realment tot es tractava d'un malson seu, somiava que era en Ryder que alhora somiava que era la Noodle. El vídeo és un homenatge al cinema de terror clàssic amb detalls com una estàtua que s'assembla a Pazuzu (figureta de la pel·lícula The Exorcist), un edifici amb corbs volant al seu voltant (pel·lícula The Birds), el cap de Shaun Ryder representa el monstre de Frankenstein, quan el cap de Ryder pren vida fa referència a The Bainr That Wouldn't Die, i el zoom a l'ull de la Noodle és una escena extreta de la pel·lícula Ringu (o del remake The Ring).

## Llista de cançons
| UK CD1 1. "Dare" 2. "Clint Eastwood" (Directe) UK CD2 1. "Dare" 2. "Highway (Under Construction)" 3. "Dare" (Soulwax Remix) DVD 1. "Dare" (Vídeo) 2. "Samba at 13" 3. "People" 4. "Dare" (Animatic) Australia CD1 1. "Dare" 2. "Highway (Under Construction)" 3. "Dare" (Soulwax Remix) 4. "Dare" (Vídeo) | Australia CD2 1. "Dare" 2. "Feel Good Inc." 3. "Highway (Under Construction)" 4. "Dare" (Soulwax remix) 5. "Dare" (Vídeo) Japan CD 1. "Dare" 2. "Highway (Under Construction)" 3. "Dare" (Soulwax Remix) 4. "Clint Eastwood" (Directe) 5. "Dare" (Vídeo) iTunes EP 1. "Dare" (Animatic) 2. "Dare" (Directe a Harlem) 3. "Clint Eastwood" (Directe) 4. "People" |

## Llistes
| Llista                                        | Posició |
| --------------------------------------------- | ------- |
| Austràlia                                     | 11      |
| Austrian Singles Chart                        | 29      |
| Bèlgica                                       | 3       |
| Països Baixos                                 | 98      |
| German Singles Chart                          | 37      |
| Irish Singles Chart                           | 7       |
| Italian Singles Chart                         | 11      |
| Recording Industry Association of New Zealand | 5       |
| Swiss Singles Chart                           | 34      |
| UK Singles Chart                              | 1       |
| U.S. Billboard Hot 100                        | 87      |
| U.S. Pop 100                                  | 67      |
| U.S. Hot Modern Rock Tracks                   | 8       |